# Trichilia megalantha
Trichilia megalantha är en tvåhjärtbladig växtart som beskrevs av Hermann August Theodor Harms. Trichilia megalantha ingår i släktet Trichilia och familjen Meliaceae. Inga underarter finns listade i Catalogue of Life.